# 女子洲際超級盃
女子洲際超級盃（義大利語：Women's Finalissima），是一項國際女子足球賽事，由美洲女子國家盃冠軍和歐洲女子足球錦標賽冠軍之間對壘。賽事由南美洲足球協會和歐洲足球協會聯合主辦，每四年舉辦一次，性質與男子的洲際超級盃等同。作為南美洲足協和歐洲足協重新建立合作夥伴關係的一部分，這項賽事於2022年宣布舉辦。

## 歷史
2020年2月12日，歐洲足協和南美洲足協簽署了一份諒解備忘錄，旨在加強兩個組織之間的合作。作為協議的一部分，聯合委員會研究舉辦歐洲–南美洲洲際賽事的可能性，當中包括女足、男足以及各個年齡的比賽。 2021年12月15日，歐洲足協和南美洲足協再次簽署了一份延續至2028年全新的諒解備忘錄，其中包括關於在倫敦設立聯合辦事處，以及可能組織各種足球賽事的具體條款。

## 歷屆成績
| 年份 | 冠軍     | 比數         | 亞軍   | 球場       | 地點         | 觀眾人數 |
| ---- | -------- | ------------ | ------ | ---------- | ------------ | -------- |
| 2023 | · 英格兰 | 1–1 （4–2 ） | · 巴西 | 溫布萊球場 | 英格蘭，倫敦 | 83,132   |

## 成績統計

### 按國家
| 球隊   | 冠軍     | 亞軍     |
| ------ | -------- | -------- |
| 英格兰 | 1 (2023) | —        |
| 巴西   | —        | 1 (2023) |

### 按協會
| 協會           | 冠軍 | 亞軍 |
| -------------- | ---- | ---- |
| 歐洲足球協會   | 1    | 0    |
| 南美洲足球協會 | 0    | 1    |

## 外部連結
- 官方网站
- Women's Finalissima （页面存档备份，存于） 南美洲足球協會 （西班牙語）